# 井上美帆
井上 美帆（いのうえ みほ、1992年1月2日 - ）は、日本の女優、ファッションモデルである。タンバリンアーティスツに所属していた。

## 略歴
2002年、ファッション雑誌「ピチレモン」（学研）のモデルオーディションで準グランプリを受賞。同年9月から2006年まで専属モデルを務めた。
2004年12月、舞台「ベンケイパンチ」で女優デビューを果たす。
2007年12月にタンバリンアーティスツとの契約を終了した。

## 出演

### 雑誌
- ピチレモン（2002年9月-2006年8月、学研）専属モデル

### イベント
- ピチレモン夏祭り（2003年8月、学研）
- 東京ゲームショウ2005（2005年9月）

### 舞台
- 第1回茶風林プロデュース公演「ベンケイパンチ」（2004年12月） - ツヅミ 役

### 映画
- ピチモでドラマ〜私がモデルになれた理由〜（2005年12月、東映ビデオ）